# Arıqıran
Arıqıran è un comune dell'Azerbaigian situato nel distretto di Gədəbəy. Conta una popolazione di 2 659 abitanti.